# 胡希舜
胡希舜（1550年—？），字惟善，河南開封府原武縣民籍，山西臨晉縣人，明朝政治人物。

## 生平
嘉靖四十三年（1564年）甲子科河南鄉試第二十名，萬曆二年（1574年）甲戌科會試第九十五名，登三甲第四十名進士。授直隶真定县知县。十一年八月选授吏科給事中，十三年三月升工科右，十二月升兵科左，出为山東副使，十八正月升陕西督粮左參政。

## 家族
曾祖胡明；祖父胡淵；父胡廷瓚，曾任教諭。前母楊氏；母韓氏。慈侍下。兄邦俊。